# Constant Roux

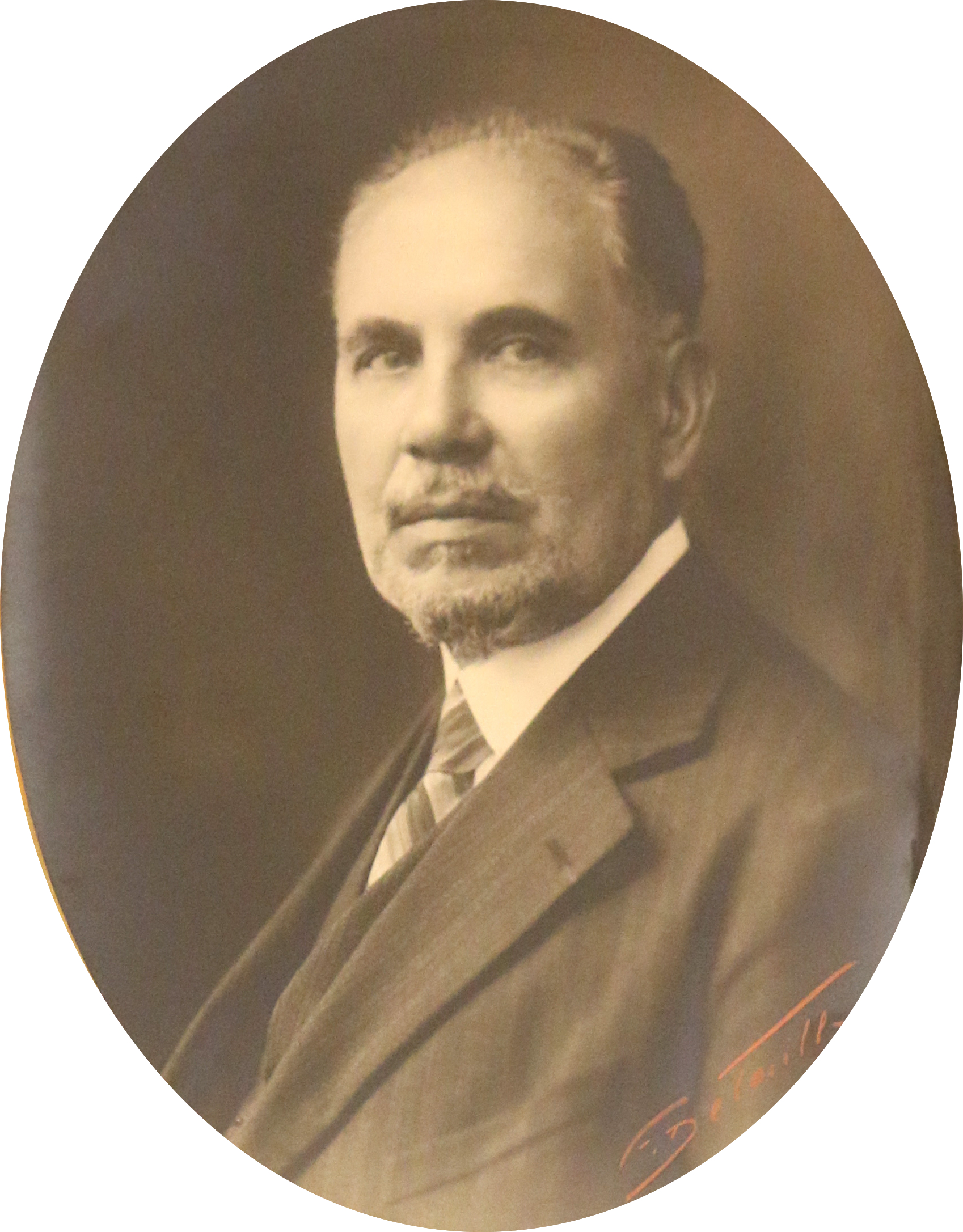
Constant Roux

Constant Ambroise Roux (* 20. April 1865 in Marseille, Frankreich; † 17. November 1942 ebenda) war ein französischer Bildhauer.

## Leben
Roux war der Sohn des Drogisten Antoine Paulin Roux und dessen Ehefrau Marie Marguerite Philip. Bereits als Kind zeigte er Interesse am Schnitzen von Holz und dem Formen von Ton, worauf er bei dem Möbelschreiner und Holzschnitzer Michel Achille Blanqui eine Lehre absolvierte. Er war Schüler der Bildhauer Émile Aldebert, André Marie Guindon und Théodore Jourdan. Auf Anregung seiner Lehrer entschied sich Roux sein Studium in Paris fortzusetzen, wo er drei Jahre bei Pierre-Jules Cavelier tätig war.
Nach seinem Militärdienst kehrte er 1889 nach Marseille zurück. Er nahm an einem Wettbewerb für das Stipendium Bourse Triennale teil, den er mit seinem Basrelief La belle Chryséis rendu à son père gewann und so an der École Nationale des Beaux Arts de Paris studieren konnte. Sein Lehrer wurde nun Louis-Ernest Barrias. Er stellte von 1892 bis 1940 auf dem Salon der Société des Artistes Français aus, dem er als außerordentliches Mitglied hors concours (außer Konkurrenz) angehörte. 1894 erhielt er den Prix de Rome.

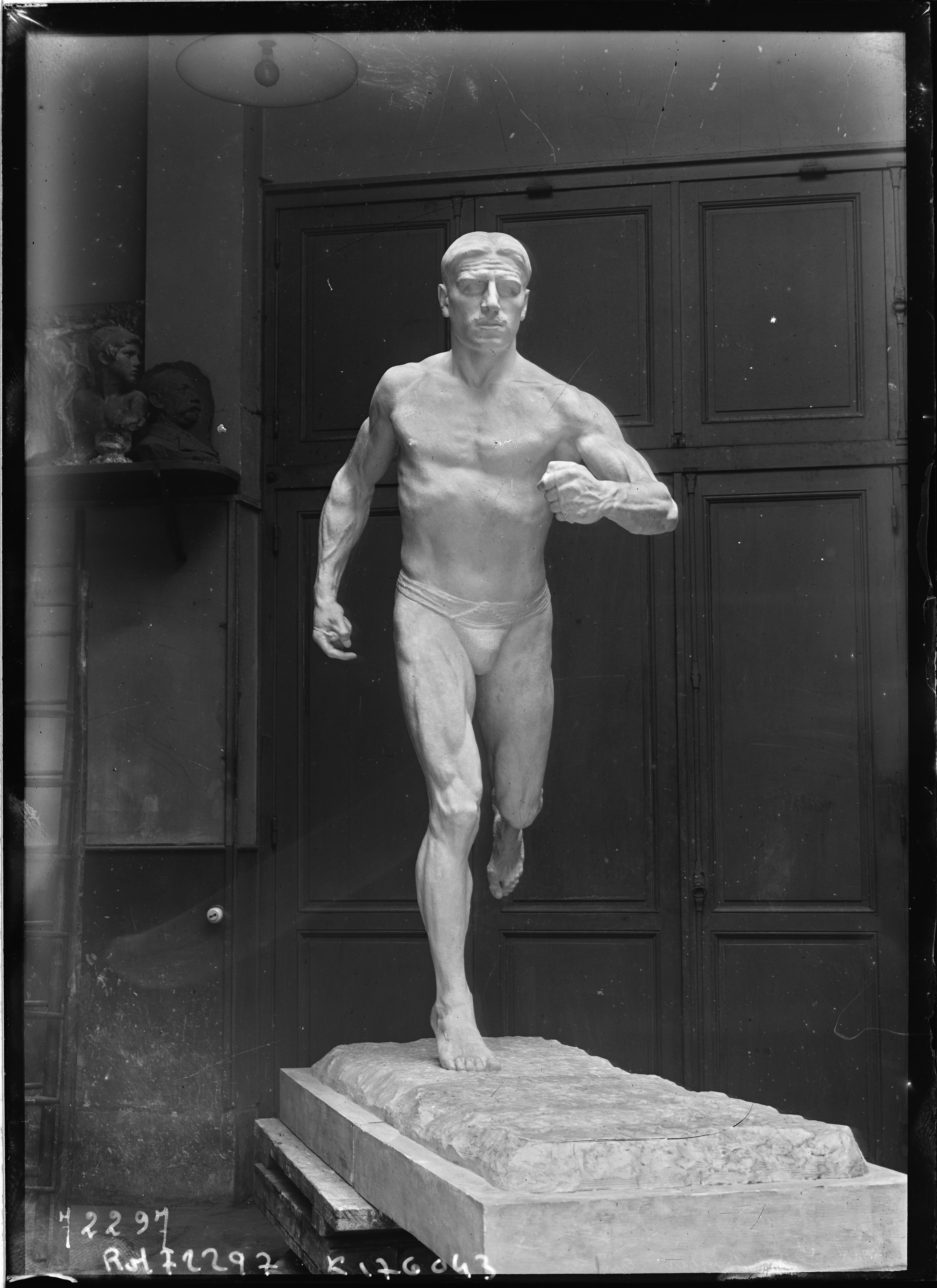
Skulptur Jean Bouin, 1922

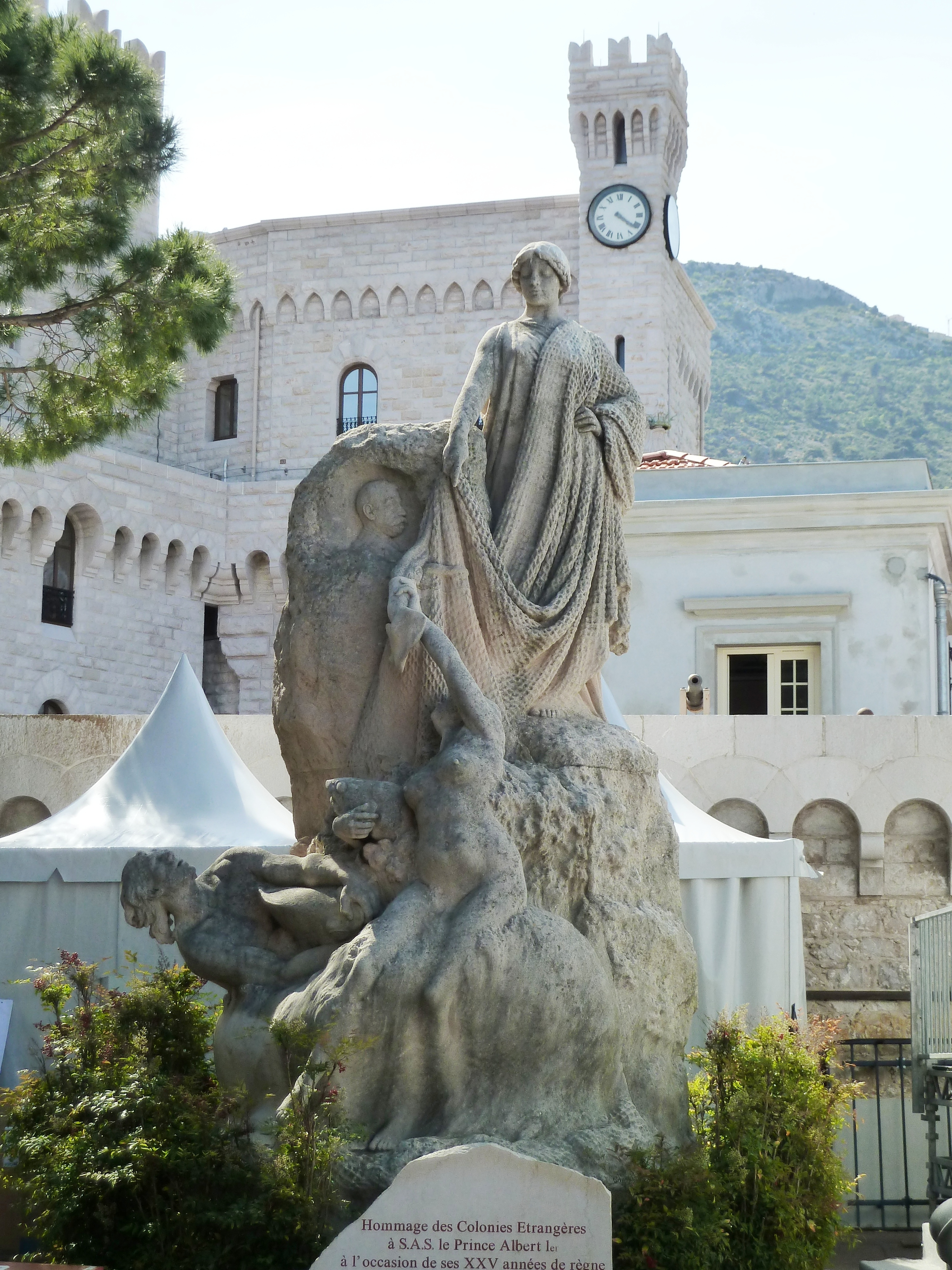
Statue La science découvrant la richesse de l’océan vor dem Fürstlichen Schloss, Monaco.

Nach dem Ersten Weltkrieg erhielt er verschiedene Aufträge für Kriegsdenkmäler.  1922 schuf er eine Büste des französischen Läufers Jean Bouin, die anlässlich der Olympischen Spiele 1924 auf dem Vorplatz des Vélodrome municipal de Vincennes in Paris errichtet wurde.
Roux produzierte vor allem Büsten, Porträts, Reliefs und Friese im Stil des  Realismus. Einige dieser Arbeiten wurden von dem Éditeur d’art (Kunstverleger) und Bildgießer Jules Levi-Lehmann handwerklich umgesetzt und vertrieben.
Er war Teilnehmer am Kunstwettbewerb der Olympischen Sommerspiele 1928 in Amsterdam.
Roux war der Schwager des Malers Adolphe Déchenaud.

## Ehrungen
1920 wurde er Offizier des Ordens des heiligen Karl von Monaco. 1923 wurde er Ritter der Ehrenlegion. 1925 wurde er Mitglied der Académie de Marseille und erhielt dort den Platz, der zuvor von seinem Lehrer Émile Aldebert eingenommen wurde.

## Werke (Auswahl)

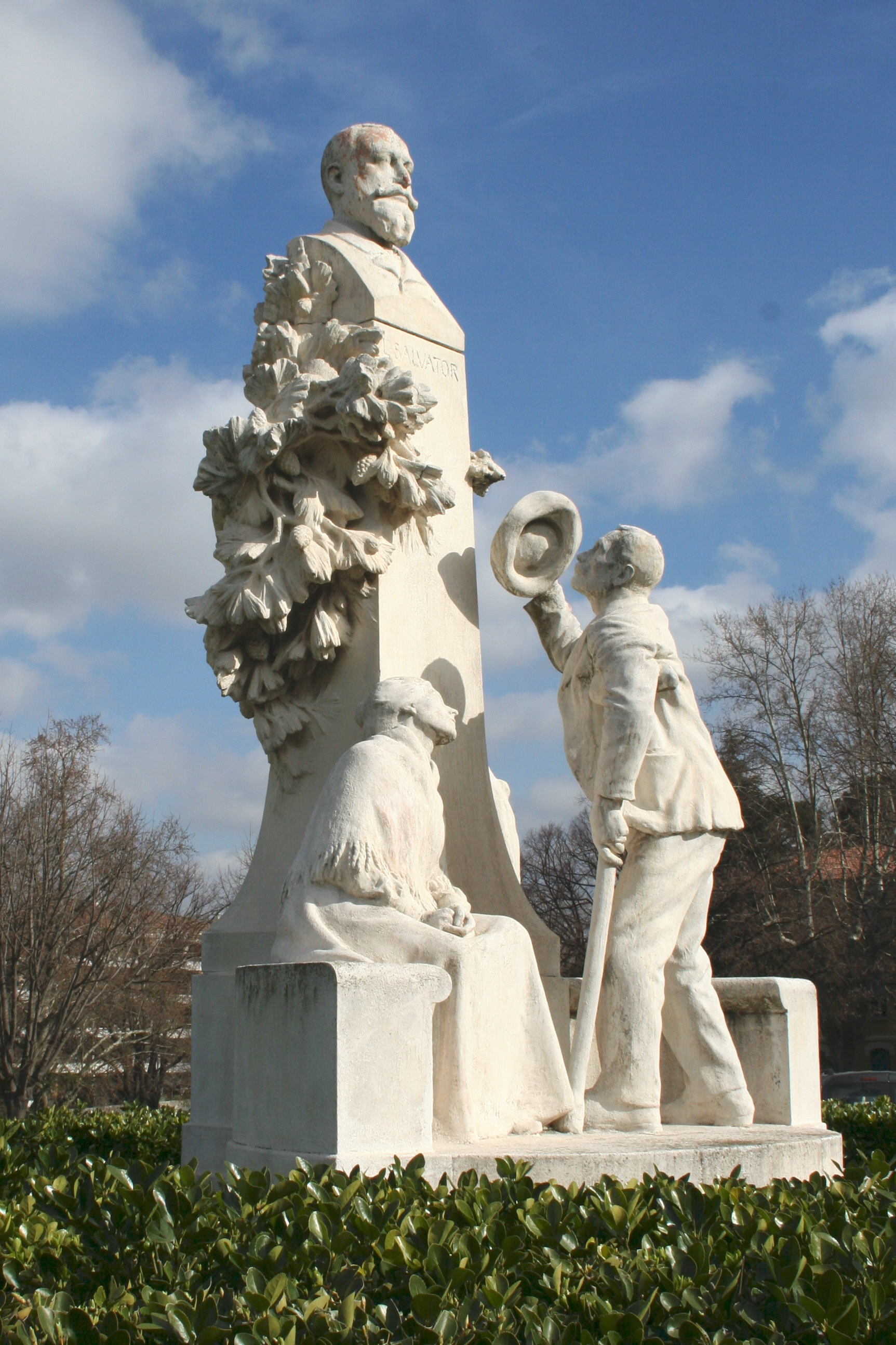
Statue im Park des Louis-Salvator-Hospital in Marseille
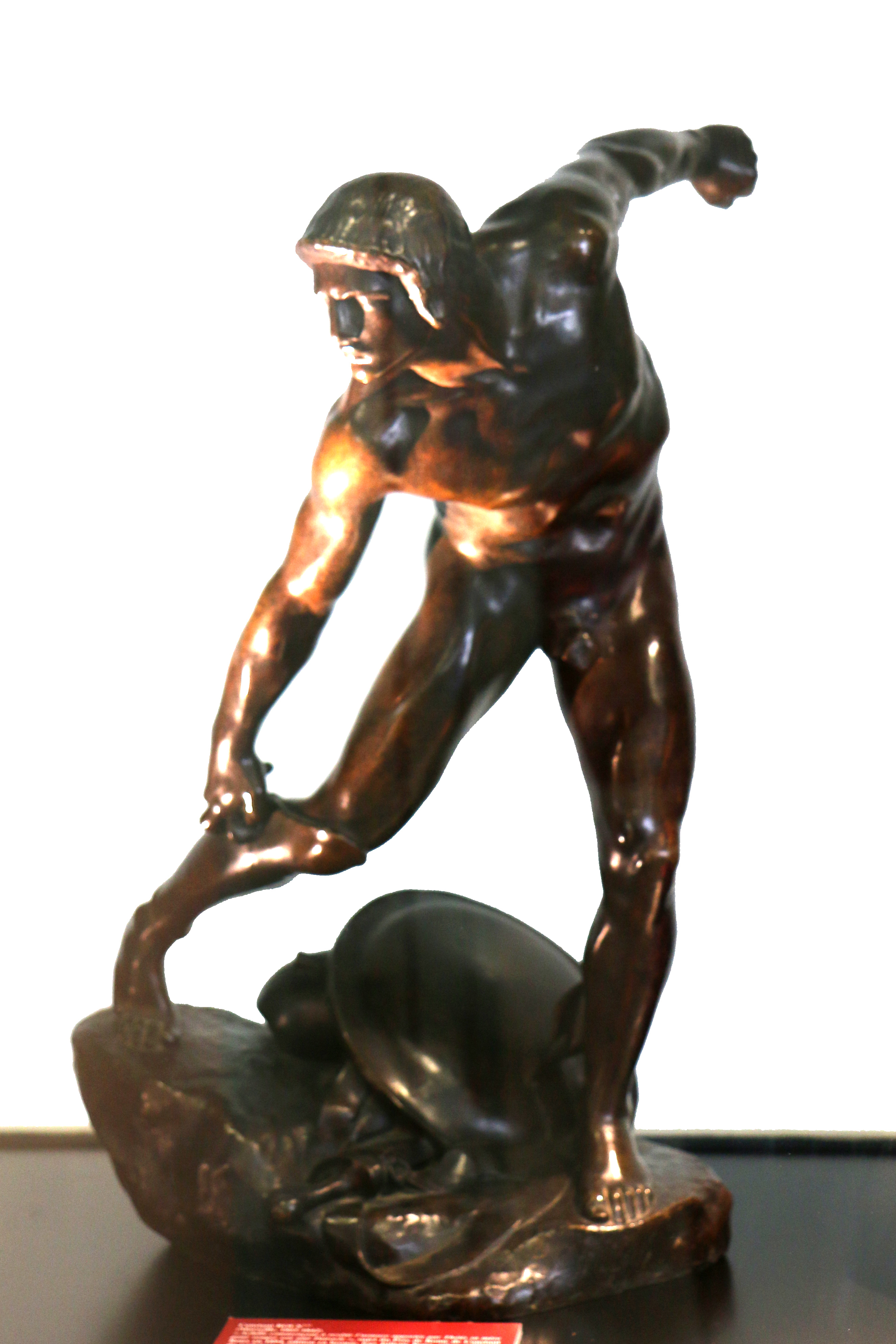
Bronze-Statuette Der Zorn des Achilles
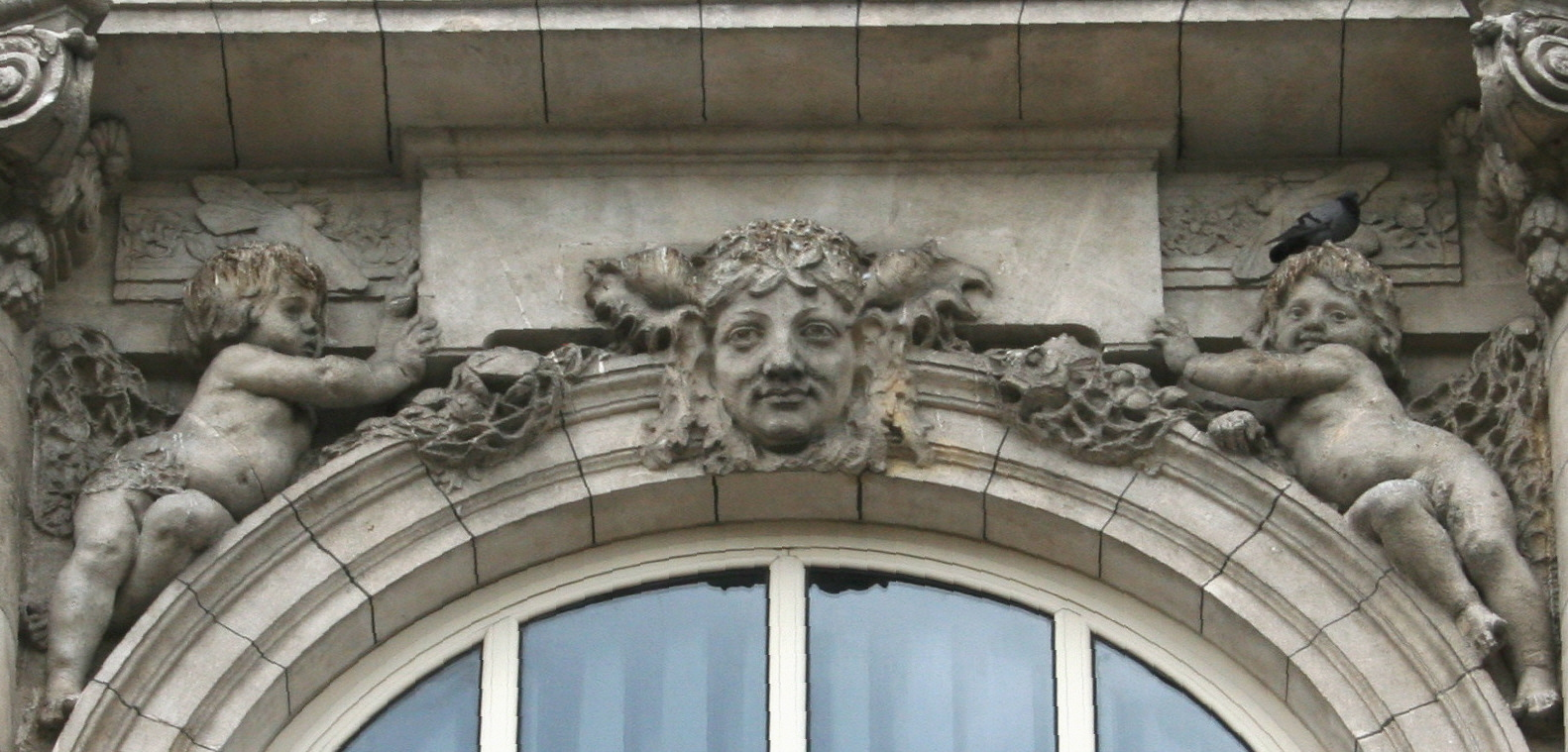
Interpretation des Wappens von Monaco über der Eingangstür des Instituts für menschliche Paläontologie, Paris
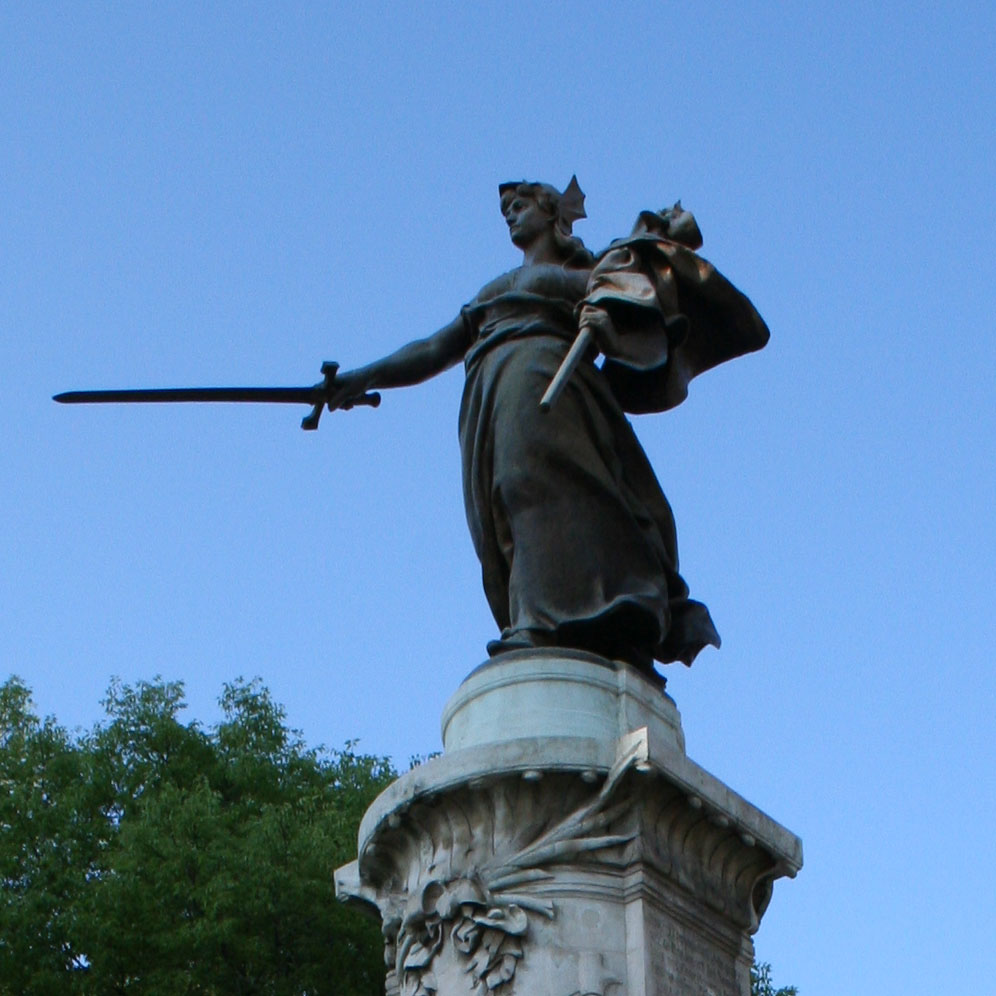
Monument des mobiles, Marseille
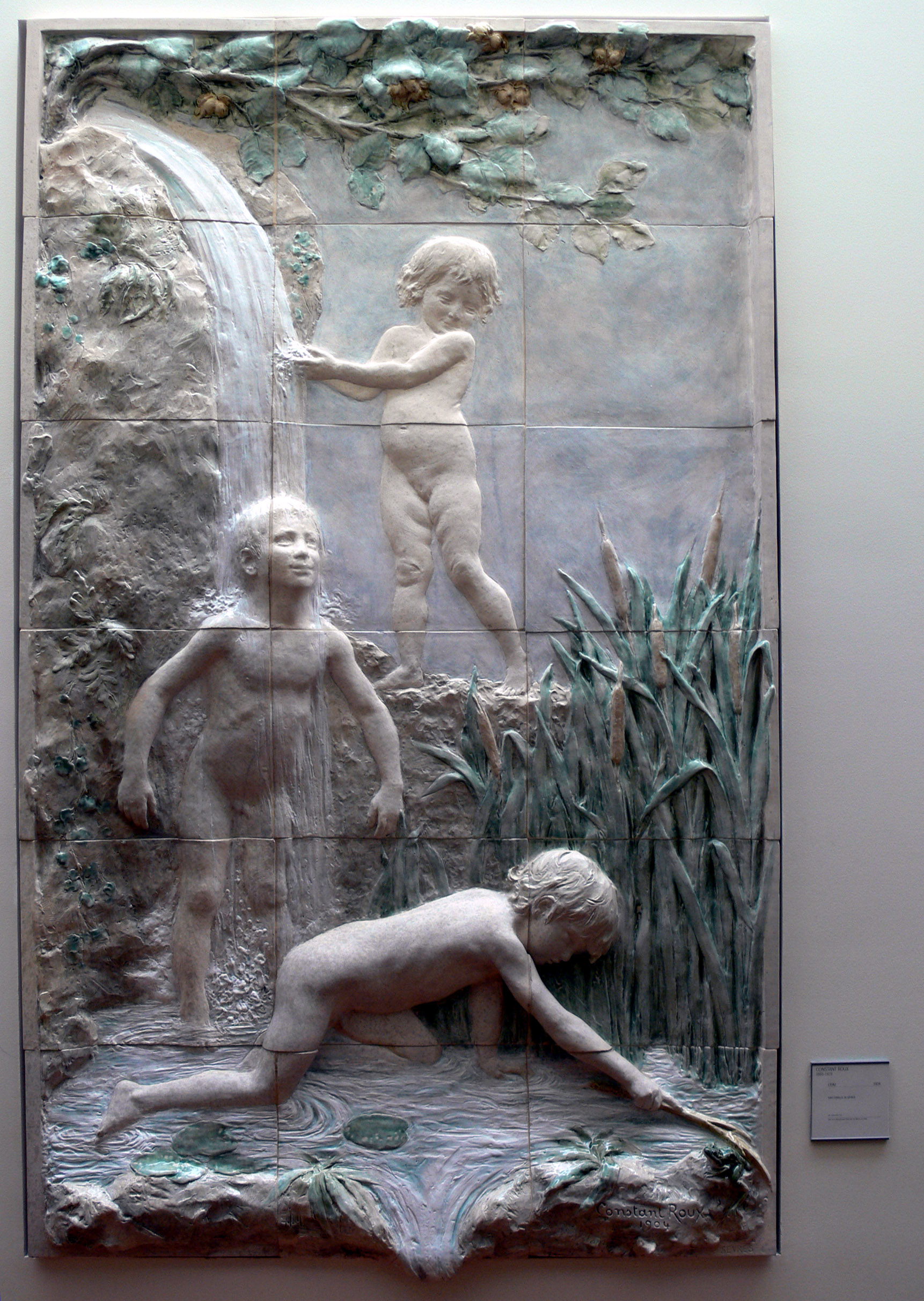
Wandrelief L’eau von 1904, Kunstmuseum von Roubaix